# 台和1號水下無人獵雷艇
台和1號水下無人獵雷艇，為海軍獵雷任務研製之軍用級無人水下遙控載具，為偵搜、掃除水雷威脅，由知洋科技建造，造價新臺幣300萬元。 

## 性能
台和1號目前有3款機型，分別為偵搜型、反制型與旗艦型，船體長2.3公尺，重100公斤，最大速度4節（約7.4公里／時），可連續操作2小時，採內置電池驅動，以光纖線纜連結岸際控制器進行操作，必要時可犧牲引爆。偵搜型的作業模式為母船外200至500公尺搜索範圍，最大作業深度可達水下300公尺，搭配的掃描聲納搜索距離有75公尺、成像聲納120公尺，側掃聲納的搜索範圍則有200公尺遠。旗艦型除了配備掃描、成像聲納外，另外裝備側掃聲納，可針對水中的繫留雷和沉在海底的沉底雷進行掃描和定位，反制型的機型搭載掃描聲納並能攜帶炸藥至水雷區投放，再使用聲學引信爆破炸藥清除水雷。